# آب‌انبار شه سفید
آب‌انبار شه سفید مربوط به دوره قاجار است و در شهرستان گرمسار، بخش مرکزی، دهستان حومه، روستای شه سفید، بعد از مسجد روستا واقع شده و این اثر در تاریخ ۲۲ آبان ۱۳۸۶ با شمارهٔ ثبت ۱۹۹۵۴ به‌عنوان یکی از آثار ملی ایران به ثبت رسیده‌است.